# Isporisella siporensis
Isporisella siporensis är en insektsart som beskrevs av Baker 1927. Isporisella siporensis ingår i släktet Isporisella och familjen Tropiduchidae. Inga underarter finns listade i Catalogue of Life.